# Liste des sénateurs d'Indre-et-Loire

Département de l'Indre-et-Loire en France.

## IIIeRépublique
- Georges Houssard de 1876 à 1879
- Arthur de Quinemont de 1876 à 1879
- Hugues Fournier de 1879 à 1888
- Charles Guinot de 1879 à 1893
- Pierre Nioche de 1888 à 1902
- Antoine-Dieudonné Belle de 1894 à 1915
- Charles Bidault de 1897 à 1917
- Eugène Pic-Paris de 1902 à 1917
- Octave Foucher de 1920 à 1933
- Alphonse Chautemps de 1920 à 1940
- René Besnard de 1920 à 1940
- Paul Germain de 1934 à 1940

## IVeRépublique
- Henri Buffet de 1946 à 1948
- Paul Racault de 1946 à 1948
- Michel Debré de 1948 à 1958
- Joseph Leccia de 1948 à 1955
- Edmond Jollit de 1955 à 1959

## VeRépublique
- Marc Desaché de 1959 à 1965
- Jacques Vassor de 1959 à 1974
- Marcel Fortier de 1965 à 1992
- Raymond Villatte de 1974 à 1975
- Roger Moreau de 1975 à 1983
- André-Georges Voisin de 1983 à 1992
- Jean Delaneau de 1983 à 2001
- James Bordas de 1992 à 2001
- Dominique Leclerc de 1992 à 2011
- Yves Dauge de 2001 à 2011
- Marie-France Beaufils de 2001 à 2017
- Jean-Jacques Filleul de 2011 à 2017
- Jean Germain de 2011 à 2015
- Stéphanie Riocreux de 2015 à 2017
- Serge Babary de 2017 à 2023
- Pierre Louault de 2017 à 2023
- Isabelle Raimond-Pavero de 2017 à 2023
- Jean-Gérard Paumier depuis 2023
- Pierre-Alain Roiron depuis 2023
- Vincent Louault depuis 2023